# Sachalin

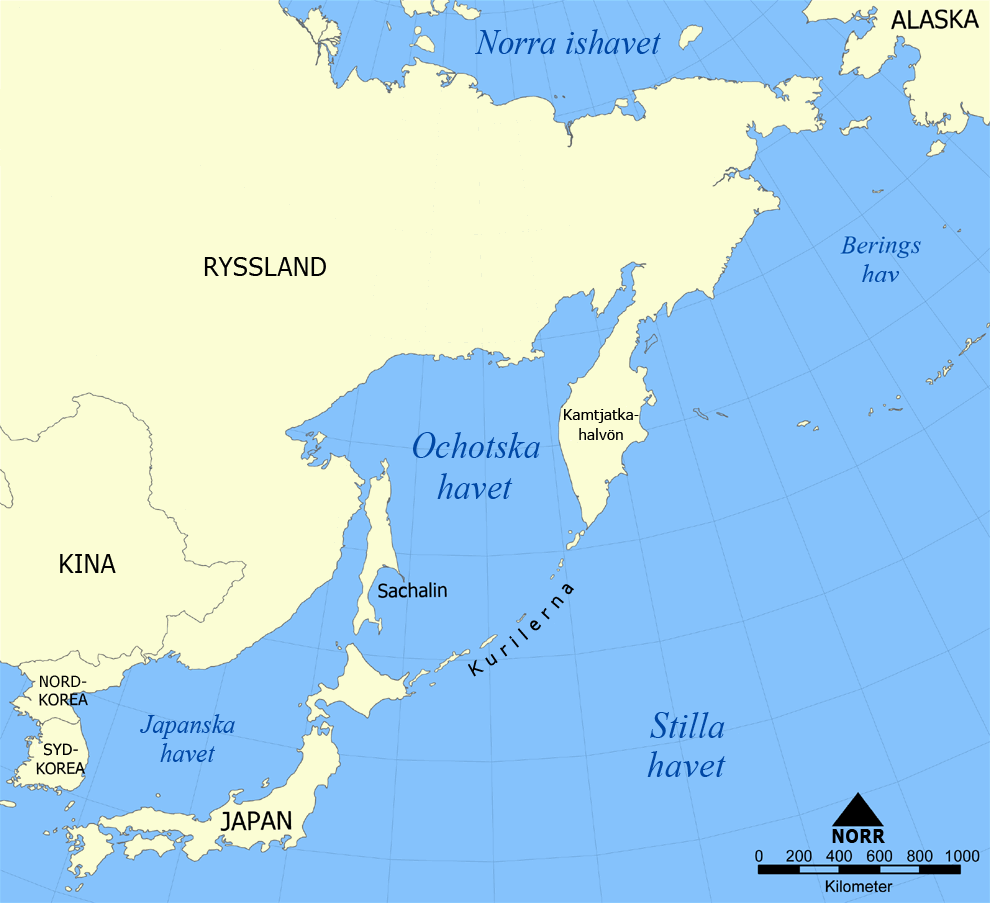
Ön Sachalin.

Sachalin (ryska: Сахалин; japanska: 樺太, Karafuto) är en 76 400 km² stor, avlång ö i Ochotska havet utanför Sibiriens östkust. Den tillhör Ryssland och utgör huvudparten av Sachalin oblast. Den ligger norr om den japanska ön Hokkaido och är skild från det ryska fastlandet av Tatarsundet. Ön hade 492 099 invånare i början av 2010, och dess huvudort är Juzjno-Sachalinsk.

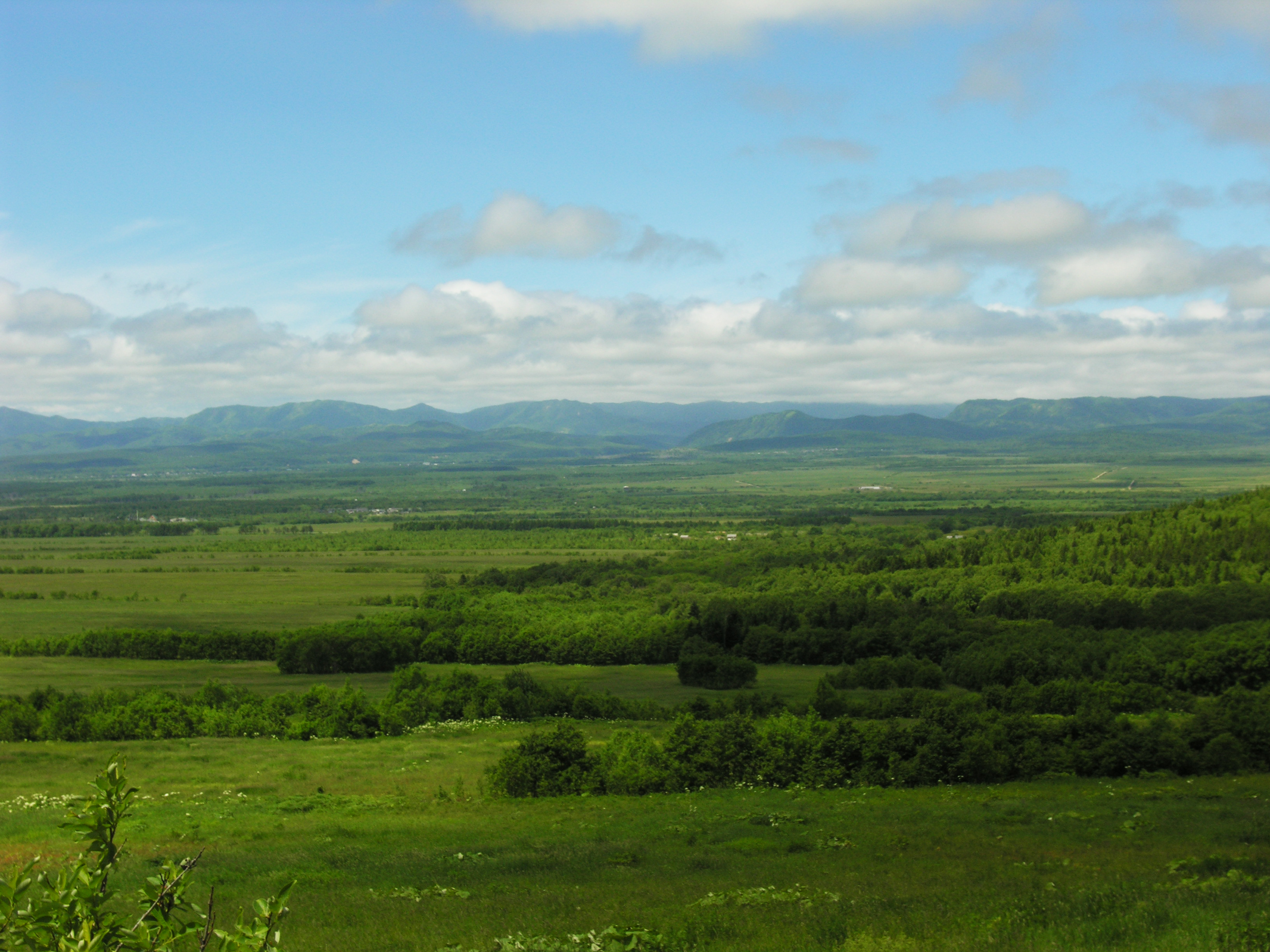
Taigan på Sachalin.

Olika förbindelser mellan Sachalin och den japanska ön Hokkaido har diskuterats, senast (2018) en järnvägsbro.

## Historia
Sachalins ursprungsbefolkning består bland annat av ainu i södra halvan, oroker centralt och nivcher i den norra delen. Kinesiska källor anger tidig kolonisation av stammarna Xianbei och Xiazhe, vilkas liv kretsade kring fiske. Det finns gamla kinesiska källor som visar att man tidigt kände till Sachalin och år 1616 under Ming-dynastin skickade man en militär styrka på 400 man för att ta kontroll över området. Dessa drogs dock snart bort då man kom fram till att det inte fanns något på ön som hotade Kinas intressen.
Senare kinesiska dynastier hävdade överhöghet över området men då man inte hade några trupper där gjordes försök från både ryskt och japanskt håll att kolonisera ön. Trots att ett avtal från 1686 slog fast att området var kinesiskt territorium, så fortsatte Ryssland att ockupera ön från 1700-talet och framåt, främst genom en armé som utgjordes av straffångar.
Under 1800-talet befäste Japan och Ryssland sina positioner i området medan Kina fick avsäga sig sina anspråk efter opiumkriget. Sachalin delades 1855 mellan Japan och Ryssland men Japan bytte sin del 1875 mot Kurilerna. En rysk straffkoloni etablerades på ön tillsammans med kolgruvor och bosättningar. De medlemmar av Xiazhe-folket som inte dödades tvingades att flytta till det asiatiska fastlandet. Ön användes som straffkoloni mellan 1868 och 1907. Efter rysk-japanska kriget 1905 återfick Japan den södra delen upp till den 50° nordlig bredd och behöll denna till andra världskrigets slut 1945. Efter ryska revolutionen besatte man även den ryska delen 1920-1925 och vid återlämnandet till Ryssland gjorde man fördelaktiga avtal om utvinning av naturtillgångar.
I augusti 1945 tog Sovjetunionen kontroll över hela Sachalin som en följd av Japans kapitulation i andra världskriget. Japanska källor hävdar att 20 000 civila dödades under invasionen. Dock kvarlämnades tiotusentals koreaner som under kriget rekryterats eller tvingats att arbeta i Sachalin. Den lokala administrationen behövde deras arbetskraft för att hålla igång industrin och infrastrukturen på ön, och lobbade för att skjuta upp repatrieringen. De lyckades, och när Koreakriget bröt ut blev det helt otänkbart för Sovjetunionen att låta dem flytta, eftersom de flesta kom från Sydkorea. De flesta Sachalinkoreaner bor kvar på ön än idag.
Den 2 januari 1947 definierades Sachalin oblast i sin nuvarande form.
En folkräkning 2002 i oblasten visade att 333 personer fortfarande ser sig själva som japaner. Hur många ainu som lever i området är oklart, de kan ha räknats in i kategorin "övriga" eller ha identifierat sig som japaner vid räkningen.